# 愛知県道30号関田名古屋線
愛知県道30号関田名古屋線（あいちけんどう30ごう せきだなごやせん）は、愛知県春日井市から名古屋市瑞穂区に至る主要地方道である。

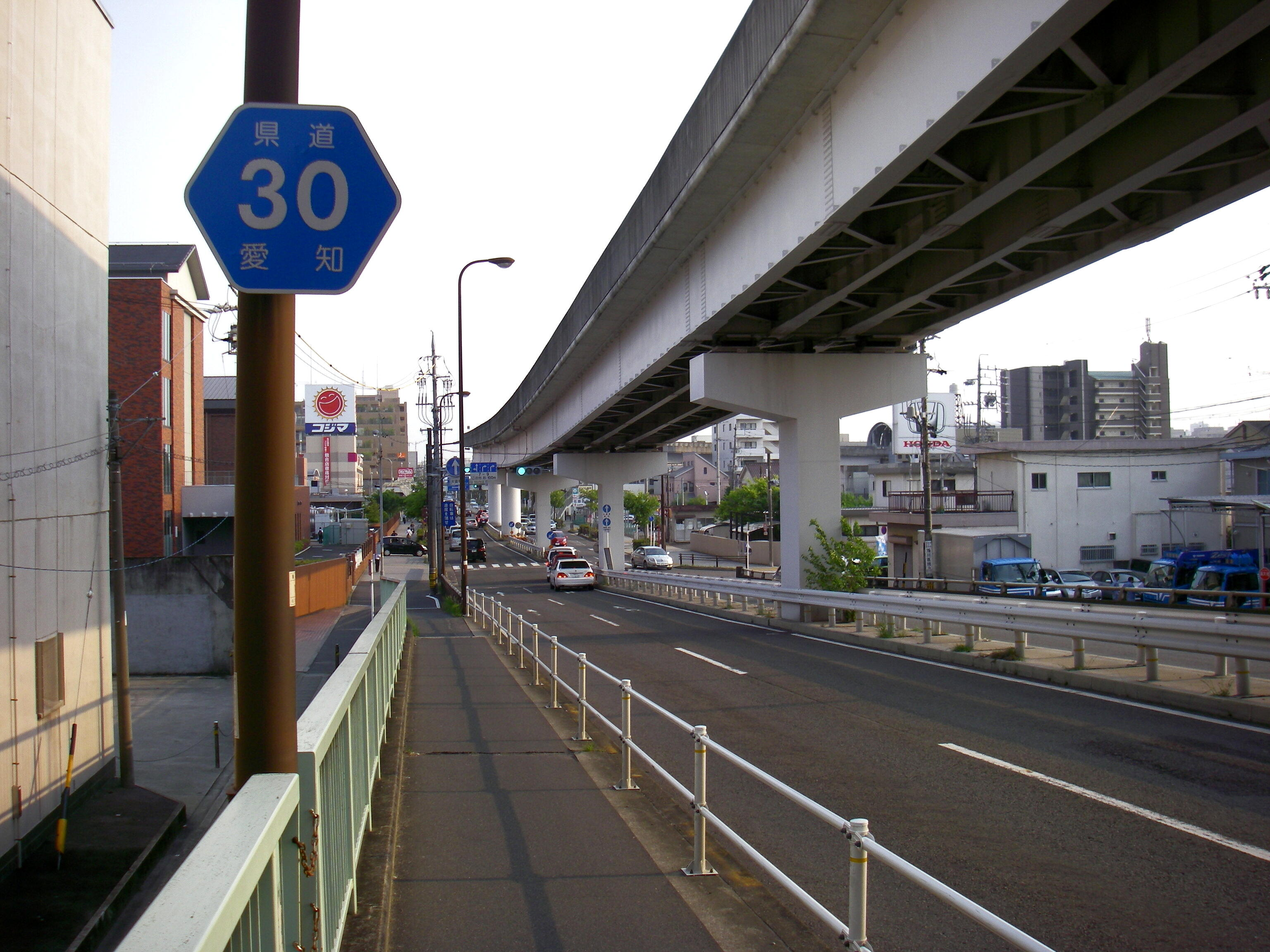
宮前橋の南から砂田橋交差点方向
画像右上は名古屋ガイドウェイバスガイドウェイバス志段味線（ゆとりーとライン）
（名古屋市東区砂田橋二丁目）

## 概要
愛知県道30号関田名古屋線は、名古屋市内においては市街地東部を縦断する基幹路線の1つとして機能している。また、通過する地区ごとに複数の通称を持つ。
なお、春日井市内における経路は当初は八事町経由であったが、2013年（平成25年）現在は同区間については愛知県道25号春日井一宮線となっており、関田名古屋線の経路は林島町経由となっている。

### 路線データ
- 起点：愛知県春日井市関田町（関田町交差点）
- 終点：愛知県名古屋市瑞穂区彌富通（弥富通3交差点）

## 沿革
- 1959年（昭和34年）12月15日：愛知県道203号として認定。
- 1994年（平成6年）4月1日：主要地方道に指定されたことにより、路線番号を203号から30号に変更。

## 別名
- 竜泉寺街道（名古屋市守山区）
- 松川橋線（名古屋市守山区）
- 天満通（名古屋市守山区、東区、千種区）
- 姫池通（名古屋市千種区）
- 田代本通（名古屋市千種区）
- 川原通（名古屋市千種区、昭和区）
- 檀渓通（名古屋市昭和区、瑞穂区）
- 田辺通（名古屋市瑞穂区）

## 地理
春日井市から南西に向かって進み、松川橋で庄内川を渡り名古屋市に入る。さらに宮前橋で矢田川を渡り、ナゴヤドームの東側地域を通過する。途中、松川橋南交差点 - 砂田橋交差点間では、名古屋ガイドウェイバスガイドウェイバス志段味線（ゆとりーとライン）が高架で関田名古屋線上を走行する（宮前橋周辺など一部例外あり）。以降はほぼ南方向に進行し、瑞穂区終点に至る。
起点付近の春日井市上条町内には幅員が狭く一方通行になっている箇所があるため、起点から終点まで車で通り抜けることはできない（逆は可）。

### 通過する自治体
- 春日井市
- 名古屋市（守山区 - 東区 - 千種区 - 昭和区 - 瑞穂区）

### 接続・交差する道路
- 愛知県道75号春日井長久手線（起点 - 生目橋東詰で重複）
- 愛知県道25号春日井一宮線（下条町交差点）
- 名古屋第二環状自動車道（松河戸IC）
- 国道302号（名古屋環状2号線）（松河戸町北交差点）
- 愛知県道162号松河戸西枇杷島線（松河戸交差点）
- 愛知県道202号守山西線（松川橋南交差点）
- 愛知県道59号名古屋中環状線（大永寺交差点）
- 愛知県道15号名古屋多治見線・愛知県道61号名古屋瀬戸線（瀬戸街道）（守山交差点）
- 愛知県道215号田籾名古屋線（出来町通）（谷口交差点）
- 愛知県道60号名古屋長久手線（広小路通）（末盛通2交差点）
- 名古屋市道鏡ヶ池線（名古屋高速2号東山線に沿う名古屋市道、田代本通3交差点）
- 国道153号（川原通7交差点）
- 愛知県道56号名古屋岡崎線（飯田街道）（川原通8交差点 - 川名交差点で重複）
- 名古屋市道山王線（山王通）（川名交差点）
- 愛知県道29号弥富名古屋線（八熊通）（檀渓通4交差点）
- 山手グリーンロード（山下通交差点）
- 愛知県道221号岩崎名古屋線（弥富通3交差点）

### 沿線周辺
春日井市
- 内津川緑地
- 松川橋（庄内川） 春日井市 - 名古屋市境

名古屋市守山区
- 守山いつき病院（旧守山市民病院）
- もりやま総合心療病院（旧守山荘病院）
- 陸上自衛隊第十師団司令部
- 名鉄瀬戸線 守山自衛隊前駅
- 宮前橋（矢田川） 守山区 - 東区境

名古屋市東区
- 名古屋中学校・高等学校
- 名古屋市営地下鉄名城線 砂田橋駅
- 至学館高等学校
- ナゴヤドーム

名古屋市千種区
- 名古屋市上下水道局鍋屋上野浄水場
- 上野天満宮
- 覚王山日泰寺
- 愛知学院大学附属病院

名古屋市昭和区
- 名古屋市営地下鉄鶴舞線 川名駅
- 石川橋（山崎川）

名古屋市瑞穂区
- 名古屋市立大学薬学部
- 名古屋市瑞穂公園陸上競技場
- 名古屋市営地下鉄名城線 瑞穂運動場東駅

## その他
ラジオの道路交通情報では永らく「せきたなごやせん」と発音されてきたが、2009年（平成21年）4月から正規の発音に改められた。一方で道路を管理する愛知県においては「せきたなごやせん」の表記もみられる。